# Estância de Baixo

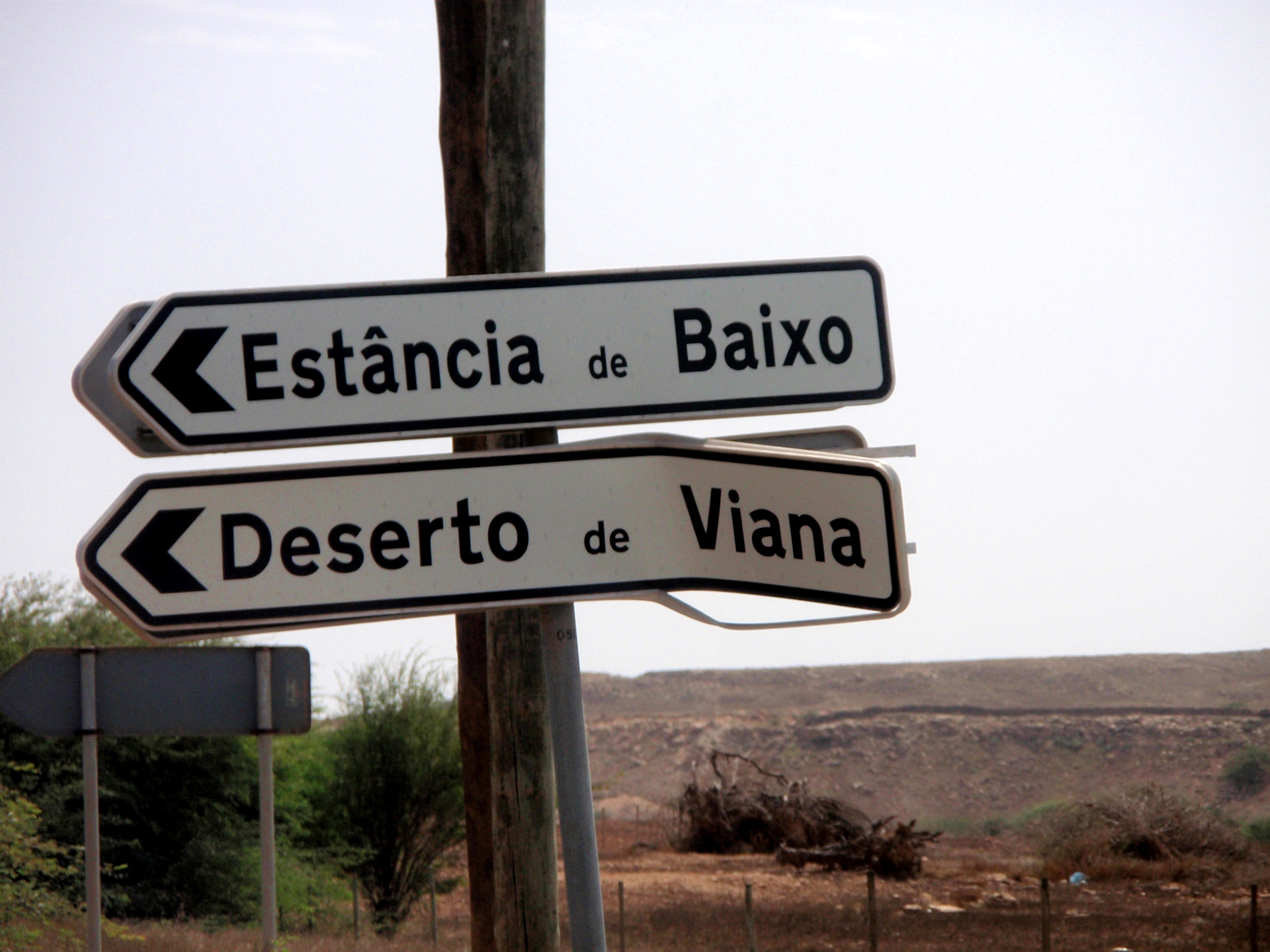

Estância de Baixo – mała osada na obrzeżach pustyni Deserto de Viana na wyspie Boa Vista. Doskonały punkt wypadowy w wędrówkach na pustynię.